# هری کلیفتون (بازیکن فوتبال، زاده۱۹۱۴)
هری کلیفتون (انگلیسی: Harry Clifton; ۲۸ مهٔ ۱۹۱۴ – ۱۹۹۸ (۸۳−۸۴ سال)) بازیکن فوتبال بود.
از باشگاه‌هایی که در آن بازی کرده‌است می‌توان به باشگاه فوتبال گریمزبی تاون اشاره کرد.